# 普列姆昌德
普列姆昌德（拉丁化：Munshi Premchand。天城文原名：，拉丁化：Dhanpat Rai Srivastava，1880年7月31日—1936年10月8日）英属印度小说家，英属印度现实主义小说家，被誉为“印地语小说之王”。普列姆昌德和中华民国小说家、杂文家鲁迅生活在同一个时期。
普列姆昌德是現代印度、烏爾都文學的巨匠之一。普列姆昌德是筆名。

## 生平
1880年，普列姆昌德出生在英属印度。
5岁时，普列姆昌德开始在学堂读书，学波斯语和乌尔都语，曾当过家庭教师。
8岁时，普列姆昌德的母亲去世。
17岁时，普列姆昌德和一名女子结婚，但是两人没有感情。不久之后，父亲去世。
19岁时，普列姆昌德进入公立学校“阿拉哈巴德师范学院”读书。
1905年，普列姆昌德的妻子离家出走，再也没有回来。他就和一个寡妇结了婚，两人感情很好。
1920年，英属印度爆发了民族独立斗争运动，面对甘地领导的波涛汹涌的群众运动，普列姆昌德看清时势，迅速辞去在英国殖民政府的公职，表示自己不和英国人合作，之后在私立学校当教师。
1934年，普列姆昌德为了解决《天鹅》和《觉醒》杂志的经济困难问题，到孟买的一家电影制片厂工作。
1936年4月，普列姆昌德主持了英属印度进步作家协会第一次大会。

## 作品
- 金鼎汉译.  （中文（简体））.

- （中文（简体））.

- （中文（简体））.

- （中文（简体））.

- （中文（简体））.

- （中文（简体））.

## 风格
普列姆昌德在其杂志《天鹅》和《觉醒》中刊布文章支持中华民国抗击大日本帝国的侵略，同时他预言了未来中国共产党夺取中国大陆政权。
其作品主要是现实主义风格。早期用乌尔都语写作，倾向于社会改良主义，自《戈丹》之后，开始支持甘地的“非暴力不合作”思想。

## 外部連結
- 普列姆昌德作品匯集（1）
- 普列姆昌德作品匯集（2）
- 普列姆昌德的傳記
- 兩部作品的英文翻譯 （页面存档备份，存于）